# Stay (álbum)
Stay es el noveno álbum del grupo musical de pop británico Simply Red. Fue lanzado en el Reino Unido el 12 de marzo de 2007 y en España en mayo del mismo año.
Entró en las listas de ventas del Reino Unido en el puesto 4 y vendió 93.000 unidades en su primera semana. La canción más popular fue "So Not Over You", que también fue transmitida por radio.

## Lista de canciones
1. "The World And You Tonight" - 3:34
2. "So Not Over You" - 3:52
3. "Stay" - 3:06
4. "They Don't Know" - 3:41
5. "Oh!What A Girl!" - 4:21
6. "Good Times Have Done Me Wrong" - 5:21
7. "Debris" - 4:53
8. "Lady" - 5:01
9. "Money TV" - 4:06
10. "The Death Of The Cool" - 3:30
11. "Little Englander" - 3:10

- Datos: Q2607061